# Bois de Sauvabelin
Le bois de Sauvabelin est une forêt située au nord de Lausanne dans le canton de Vaud, en Suisse.

## Situation
Le bois de Sauvabelin est une forêt de plus de 80 hectares située entre 528 m d'altitude au pied de la colline de la Cité, et 663 m d'altitude à la hauteur du lac de Sauvabelin, en passant par 640 m d'altitude entre les quartiers lausannois de Vennes et de Bellevaux et la commune du Mont-sur-Lausanne.

## Lieux d'intérêt
Visité annuellement par 200 000 à 300 000 personnes selon une estimation, il est surtout connu pour son lac qui représente une destination dominicale privilégiée des Lausannois.
Il est également connu pour le panorama que l'on peut apprécier depuis son signal, duquel une grande partie de la ville est visible. C'est de ce signal que sont tirés le 24 janvier, à l'occasion de l'anniversaire de l'indépendance du canton de Vaud, des coups de canons.
Un peu plus haut, en pleine forêt, a été construite en 2003 une tour en bois du haut de laquelle on domine non seulement la ville, mais les régions du nord, invisibles depuis le signal.
Le bois de Sauvabelin représente la limite des jardins de la Fondation de l'Hermitage, musée lausannois.

### Réserve forestière des Vieux Chênes
Créée en 2006, la réserve forestière des Vieux Chênes s'étend sur 5 hectares. Jusqu'en 2056, hormis les travaux nécessaires pour assurer la sécurité des routes et des chemins, aucune intervention sylvicole ne sera effectuée dans la réserve qui pourra ainsi évoluer naturellement.

## Histoire

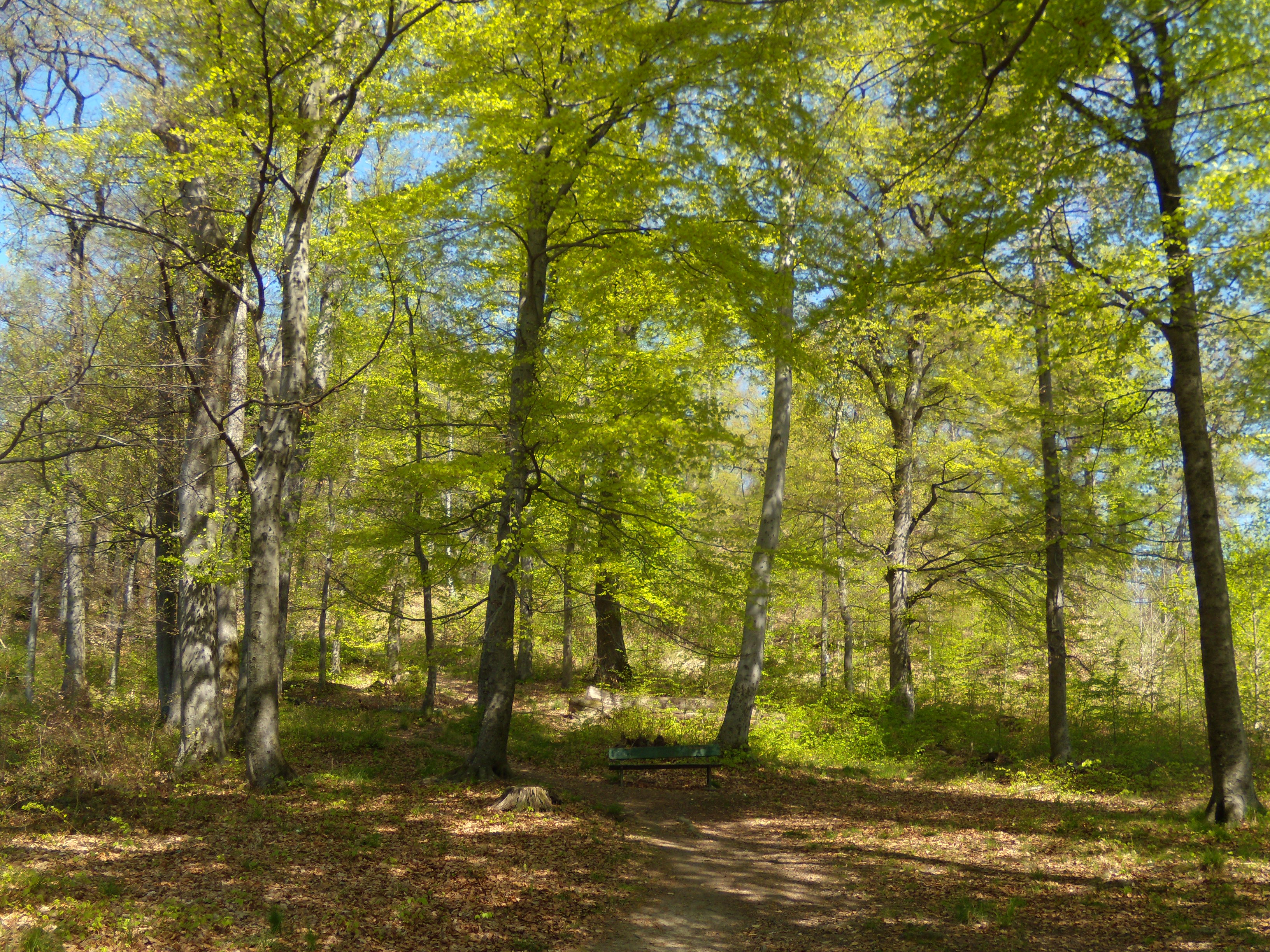
Le bois de Sauvabelin, au printemps

La légende voudrait que le nom de Sauvabelin vienne du latin Sylva Bellini, littéralement "forêt de Belinus", dieu celte. Il semblerait plutôt que le nom vienne de Belin, le bélier du roman de Renart[réf. souhaitée].
Le bois de Sauvabelin appartient à la ville de Lausanne depuis le début du XIXe siècle. En effet, c'est en 1817, que la ville en fait l'acquisition par achat. Soixante-neuf ans plus tard, en 1886, la commune fait des essais de plantation d'essences exotiques.

## Époque du funiculaire
Du 18 octobre 1899 au 31 octobre 1948, il y avait le funiculaire Lausanne – Signal, qui reliait la place du Vallon (531 mètres) au Signal de Sauvabelin (637 mètres). La ligne mesurait 468 mètres et la pente était de 28 %. Il fallait quatre minutes pour faire le trajet et sa vitesse était de 7 km/h environ.
Il fut décidé à la suite d'une inspection, que les travaux pour rénover la ligne étaient trop onéreux pour continuer à le faire fonctionner et la compagnie qui l'exploitait fut dissoute le 7 mai 1948.
Il ne reste aujourd'hui comme vestige, que la station inférieure du Vallon, reconvertie en restaurant et en dépôt. L'ancien tracé, comprenant le viaduc et le tunnel, est inaccessible en raison de la végétation qui a repris ses droits. Les deux voitures furent vendues et l'accès au Bois de Sauvabelin fut remplacé par la suite par des autobus.

## Brigade de Sauvabelin
Le 16 juillet 1912, au début des vacances d’été, un jeune maître de classe du collège classique cantonal à Lausanne, Charles Biermann (1875-1961), réunit au Bois de Sauvabelin 5 à 6 garçons de sa classe pour se lancer dans l’aventure du scoutisme. Le 8 février 1913, la Brigade de Sauvabelin prend son nom et sa forme. Le 20 septembre 2020, Sophie Tschumy, alors âgée de 25 ans, devient la 22e commandante de la troupe lausannoise, qui compte environ 600 scouts, et première femme à occuper ce poste,,. 